# Mistrzostwa Polski Par Klubowych na Żużlu 2003
Mistrzostwa Polski Par Klubowych na Żużlu 2003 – zawody żużlowe, mające na celu wyłonienie medalistów mistrzostw Polski par klubowych w sezonie 2003. Rozegrano trzy turnieje eliminacyjne oraz finał, w którym zwyciężyli zawodnicy Unii Leszno.

## Finał
- Leszno, 1 sierpnia 2003
- Sędzia: Wojciech Grodzki

| Miejsce | Kluby                            | Suma | Zawodnicy                                         | Punkty                                           |
| ------- | -------------------------------- | ---- | ------------------------------------------------- | ------------------------------------------------ |
| złoto   | Unia Leszno                      | 26   | Rafał Dobrucki Krzysztof Kasprzak Damian Baliński | 12 (2,1,3,3,1,2) 14 (1,3,2,2,3,3) ns             |
| srebro  | ZKŻ Quick-Mix Zielona Góra       | 23   | Rafał Okoniewski Andrzej Huszcza Piotr Świst      | 14 (3,2,2,3,3,1) 9 (2,0,3,1,1,2) ns              |
| brąz    | Apator Adriana Toruń             | 22   | Piotr Protasiewicz Wiesław Jaguś Marcin Jaguś     | 16 (3,2,2,3,3,3) 6 (0,1,1,2,2,0) ns              |
| 4       | Plusssz Polonia Bydgoszcz        | 18   | Tomasz Gollob Jacek Gollob Michał Robacki         | 12 (w,3,2,3,2,2) 6 (3,0,3,0,–,0) 0 (–,–,–,–,0,–) |
| 5       | Atlas Wrocław                    | 18   | Jarosław Hampel Tomasz Jędrzejak Sławomir Drabik  | 6 (1,3,1,0,1,–) 4 (2,0,–,–,–,2) 8 (–,–,0,2,3,3)  |
| 6       | Stal Strabag Gorzów Wlkp.        | 10   | Robert Flis Piotr Paluch Michał Rajkowski         | 3 (1,1,d,0,0,1) 7 (2,2,1,1,1,0) ns               |
| 7       | TOP Secret Włókniarz Częstochowa | 9    | Sebastian Ułamek Grzegorz Walasek Artur Pietrzyk  | 8 (0,3,1,1,2,1) 1 (1,d,–,–,–,–) 0 (–,–,d,d,d,w)  |